# Cavallo (Münze)
Cavallo, das Pferd, auch Callo oder Cavalluccio das Pferdchen, war eine kupferne neapolitanische Scheidemünze.

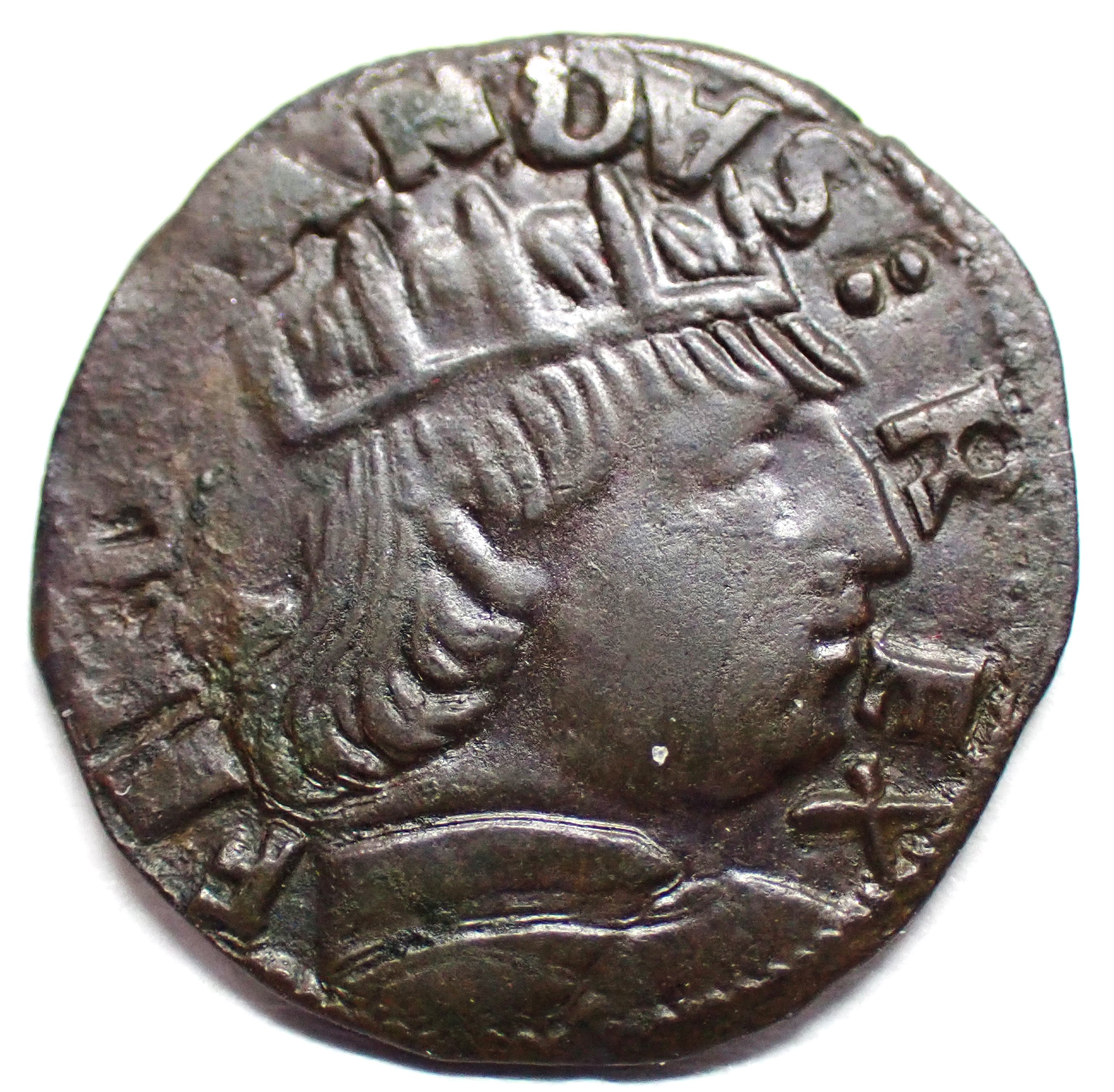
Cavallo des Ferdinand von Aragon (1458–94), Avers

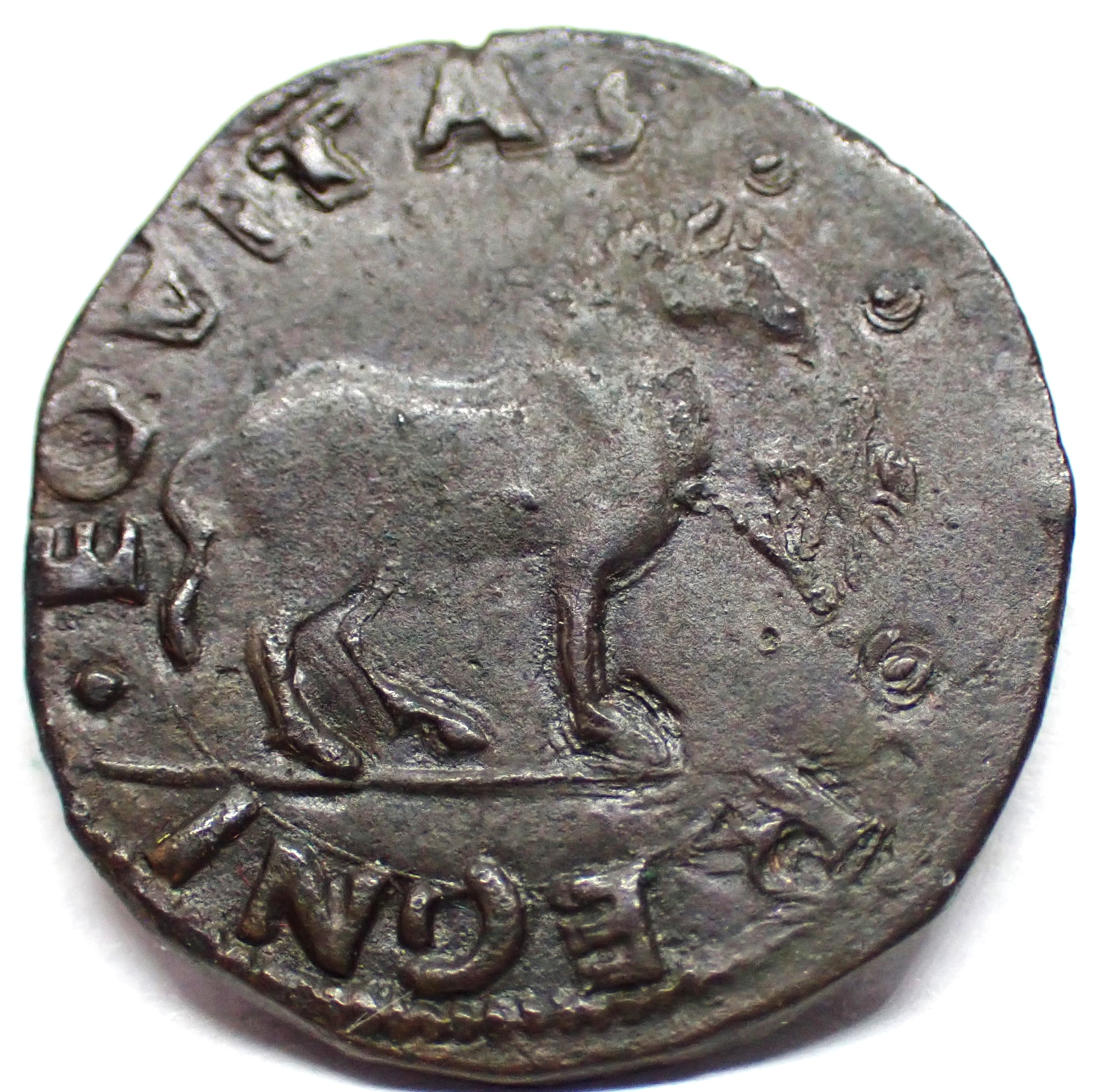
Cavallo des Ferdinand von Aragon, Revers

- 10 Cavalli = 1 Grano
- 100 Cavalli = 1 Carlino
- 1000 Cavalli = 1 Ducato di Regno